# Elton John
Sir Elton Hercules John CH, CBE (nascido Reginald Kenneth Dwight; Londres, 25 de março de 1947) é um pianista, cantor, compositor e produtor britânico. Tem o letrista Bernie Taupin, como parceiro de composições desde 1967, com mais de quarenta álbuns produzidos juntos. Em 1969, John lançou seu primeiro álbum, "Empty Sky", mas foi com seu segundo álbum, autointitulado, lançado em 1970, que ele alcançou o sucesso mundial com o single, "Your Song". Desde então, Elton John vendeu mais de trezentos milhões de discos, tornando-o um dos músicos de maior sucesso no mundo. O artista tem mais de cinquenta sucessos no Top 40, incluindo sete álbuns No. 1 consecutivos nos Estados Unidos, 58 singles na Billboard Top 40, 27 Top 10, quatro No. 2, e nove No. 1. Durante 31 anos consecutivos (1970–2000), teve ao menos uma canção na Billboard Hot 100. Em 2021, ele se tornou o único artista solo com singles no Top 10 do Reino Unido em seis décadas. "Candle in the Wind", uma canção reescrita em 1997, em homenagem à amiga falecida princesa Diana, vendeu mais de 33 milhões de cópias em todo o mundo, se tornando o single mais vendido na história. Sua turnê de despedida, "Farewell Yellow Brick Road" (2018–2023), tornou-se a turnê de maior bilheteria de todos os tempos.
Elton recebeu cinco prêmios Grammy, cinco Brit Awards — vencendo dois prêmios de contribuição para a música, e o primeiro Brits Ícone em 2013 por seu "impacto duradouro sobre a cultura britânica", dois Oscar, dois Globos de Ouro, um prêmio Tony, um Disney Legends, e o Kennedy Center Honors. Em 2004, a revista Rolling Stone o classificou em 49.º lugar em sua lista dos cem músicos mais influentes da era do rock and roll. Em 2013, a Billboard o colocou como o artista solo masculino mais bem sucedido na Billboard Hot 100 de todos os tempos. Ele foi introduzido no Songwriters Hall of Fameem 1992, e no Rock and Roll Hall of Fame em 1994, e é membro da Academia Britânica de Letristas, Compositores e Autores.
Foi condecorado com a Ordem do Império Britânico em 1996, e feito Cavaleiro Celibatário em 1998, pela rainha Elizabeth II, por "serviços prestados à música e serviços de caridade". Elton tem se envolvido intensamente na luta contra a AIDS desde o final dos anos 1980. Em 1992, criou a Fundação Elton John para a AIDS [en], e a partir do ano seguinte, passou a hospedar em sua sede, a festa anual do Oscar, que se tornou um dos eventos do Oscar de maior destaque em Hollywood. Desde a sua criação, a fundação arrecadou mais de £ 300 milhões. John, anunciou publicamente ser bissexual em 1976, e assumiu ser gay em 1988. Em 21 de dezembro de 2005, assumiu uma união civil com o cineasta canadense David Furnish. Depois que o casamento entre pessoas do mesmo sexo tornou-se legal na Inglaterra e País de Gales, eles se casaram em 21 de dezembro de 2014. Elton apoia os movimentos sociais LGBTQIAP+ por todo o mundo. Em 2019, sua vida e carreira foram dramatizadas na cinebiografia Rocketman.
Em 2024, Elton atingiu o status de "EGOT" (ganhador dos prêmios Emmy, Grammy, Oscar e Tony - que são as maiores honrarias da TV, Música, Cinema e Teatro, respectivamente) ao receber o prêmio Emmy pelo documentário "Elton John Live: Farewell From Dodger Stadium” (“Elton John: O Show da Despedida”), lançado no Disney+.

## Biografia

### Infância e Juventude
Elton John nasceu Reginald Kenneth Dwight, em 25 de março de 1947, e cresceu em Pinner, em uma council house que pertencia aos seus avós maternos. Filho único de Sheila Eileen (nascida Harris; 1925–2017), e filho mais velho de Stanley Dwight (1925–1991). Foi educado na Pinner Wood Junior School, Reddiford School, e mais tarde na Pinner County Grammar School. Sua mãe, embora fosse rigorosa, era mais carinhosa e dedicada que seu pai, que é descrito por Elton como um pai desnaturado e grosseiro, que o agredia verbalmente várias vezes. Aos quinze anos, seus pais se divorciaram, e sua mãe foi viver com um pintor, chamado Fred Farebrother. Fred se tornou um padrasto carinhoso, assumindo o lugar da figura paterna, que seu pai biológico nunca assumiu.
Elton começou a tocar o piano de sua avó materna com apenas três anos de idade. Sua família colecionava muitos discos, o que o fez se interessar pelo estilo de Elvis Presley e Bill Haley & His Comets, durante a década de 1950. Seu pai, antigo tenente da RAF, tocava trompete em uma banda amadora chamada Bob Millar Band, que animava festas militares. Quando soube que o filho queria seguir uma carreira musical, tentou convencê-lo a seguir uma carreira mais convencional. O garoto não aceitou os conselhos do pai, e sua rotina passou a ser bastante agitada, tocando em festas e reuniões de família. Iniciou seus estudos de música aos sete anos, tornando-se um aluno de destaque nas escolas onde estudou, sendo comparado a Jerry Lee Lewis por seus colegas de classe. Aos onze anos, conseguiu uma bolsa de estudos para a Royal Academy of Music, uma das instituições musicais mais prestigiadas do Reino Unido. Nos cinco anos seguintes, John frequentou aulas de sábado na Academia no centro de Londres, e disse que gostava de tocar Frédéric Chopin e Johann Sebastian Bach, e de cantar no coral durante as aulas de sábado.
Aos 15 anos, com a ajuda da mãe e do padrasto, John foi contratado como pianista em um pub próximo, o Northwood Hills Hotel, tocando de quinta a domingo à noite. Conhecido simplesmente como "Reggie", ele cantava covers de canções de Jim Reeves e Ray Charles, bem como suas próprias canções. Uma passagem por um grupo de curta duração chamado Corvettes completou seu tempo. Embora tivesse visão normal quando adolescente, John começou a usar óculos de armação de chifre para imitar Buddy Holly.

## Carreira

### 1960–1969

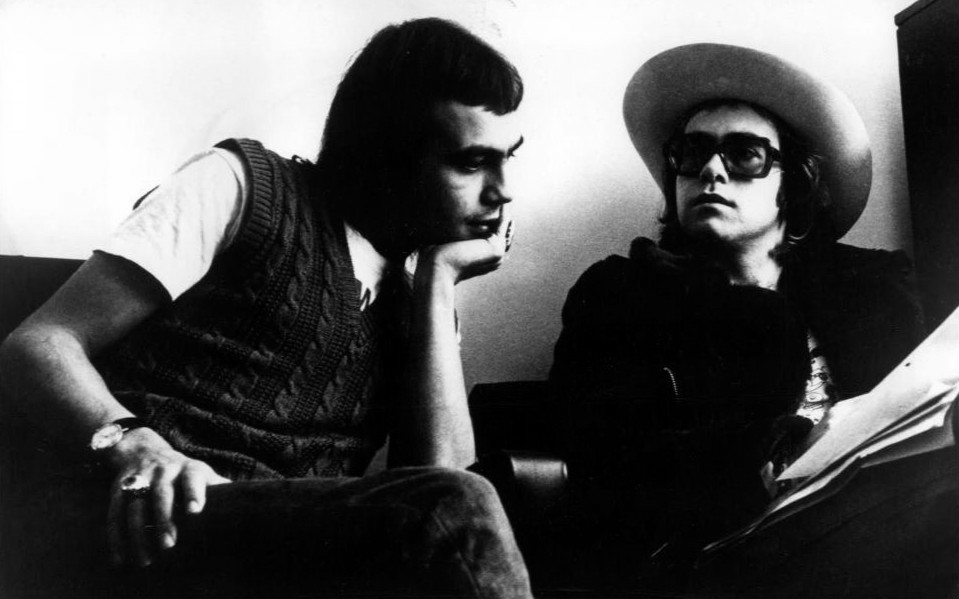
Bernie Taupin e Elton John em 1971.

Em 1962, John e alguns amigos formaram uma banda de blues chamada "Bluesology". Em 1967, John respondeu a um anúncio no jornal musical britânico New Musical Express, colocado por Ray Williams, então gerente da Liberty Records. Em seu primeiro encontro, Williams deu a John um envelope fechado com letras escritas por Bernie Taupin, que também havia respondido ao mesmo anúncio. John compôs a melodia, e a enviou para Taupin. Quando os dois se conheceram em 1967, eles gravaram a primeira música de John, "Scarecrow". Seis meses depois, John começou a usar o nome artístico Elton John, em homenagem a dois membros do Bluesology, o saxofonista Elton Dean, e o vocalista Long John Baldry. Ele mudou legalmente seu nome para Elton Hercules John, em 7 de janeiro de 1972.
Em 1968, John e Taupin se juntaram à DJM Records de Dick James, e começaram a compor para o álbum de estreia de John. O primeiro single oficial de sua carreira foi "I've Been Loving You" (1968), produzido por Caleb Quaye, ex-guitarrista do Bluesology. Seu álbum de estreia "Empty Sky" foi lançado em 1969, e não trouxe em seu repertório nenhum sucesso imediato. 

### 1970–1979
Sua carreira deu uma guinada com o lançamento de "Elton John", em 10 de abril de 1970, que o lançou como cantor de sucesso, e trouxe ao público seu primeiro grande sucesso, "Your Song". O álbum chegou ao número quatro na Billboard 200 dos EUA, e o número cinco na UK Albums Chart. Seu primeiro álbum ao vivo, "17-11-70", foi lançado em 1971. A gravação foi extraída de uma transmissão de rádio ao vivo, realizada em 17 de novembro de 1970, em Nova Iorque. Em 5 de novembro de 1971, lançou o álbum "Madman Across the Water", que alcançou a oitava posição nos EUA, e rendeu a Elton outro grande sucesso, "Tiny Dancer". Em 19 de maio de 1972, o álbum, "Honky Château", se tornou seu primeiro álbum número um nos EUA, passando cinco semanas no topo da Billboard 200, e alcançou o segundo lugar no Reino Unido, gerando os singles de sucesso "Rocket Man" e "Honky Cat".
O álbum "Don't Shoot Me, I'm Only the Piano Player", foi lançado no início de 1973, e alcançou o primeiro lugar no Reino Unido, nos EUA e na Austrália. O álbum produziu os sucessos "Crocodile Rock", seu primeiro número um na Billboard Hot 100, e "Daniel", que alcançou o número dois nos EUA, e o número quatro no Reino Unido. Lançado no mesmo ano, em 5 de outubro de 1973, "Goodbye Yellow Brick Road", ganhou aclamação instantânea da crítica, e liderou as paradas pelo mundo. Também estabeleceu temporariamente John como uma estrela do glam rock. Trouxe os sucessos "Bennie and the Jets" (número 1 na Hot 100), "Goodbye Yellow Brick Road", "Candle in the Wind" e "Saturday Night's Alright for Fighting".
Em 1974, a MCA lançou a primeira coletânea de Elton, "Elton John's Greatest Hits", número um no Reino Unido e nos EUA, e foi certificada como Diamante pela RIAA, por 17 milhões de cópias vendidas, apenas nos EUA. No mesmo ano, Elton colaborou com John Lennon em seu cover de "Lucy in the Sky with Diamonds" dos Beatles, e ficou em primeiro lugar na Billboard Hot 100 por duas semanas. O álbum "Caribou", foi lançado em 24 de junho de 1974, liderando o topo das paradas no Reino Unido, EUA, Canadá e Austrália. O álbum rendeu os sucessos "Don't Let the Sun Go Down on Me" e "The Bitch Is Back". 
Em 1975, Pete Townshend do The Who, convidou John para interpretar o "Local Lad", na adaptação cinematográfica da ópera rock "Tommy", e para interpretar a música "Pinball Wizard", que alcançou a 7ª posição no Reino Unido. O álbum autobiográfico de Elton, "Captain Fantastic and the Brown Dirt Cowboy", foi lançado em 19 de maio de 1975, e estreou em primeiro lugar nos EUA, onde permaneceu por sete semanas. Em 23 de outubro, ele recebeu uma estrela na Calçada da Fama de Hollywood. Em no dia seguinte, lançou o álbum "Rock of the Westies", voltado para o rock, que também estreou em primeiro lugar nos EUA, e rendeu seu quinto single número um nos EUA, "Island Girl". 
Em maio de 1976, o álbum ao vivo "Here and There" foi lançado, seguido pelo álbum "Blue Moves", lançado em 22 de outubro, que continha o single "Sorry Seems to Be the Hardest Word". Seu maior sucesso nesse ano foi, "Don't Go Breaking My Heart", um dueto com Kiki Dee que liderou as paradas do Reino Unido, EUA, Austrália, França e Canadá. Em 16 de outubro de 1978, lançou o álbum "A Single Man". E no começo do ano seguinte lançou, "Victim of Love", com influência na música disco.

### 1980–1989
O lançamento do álbum, "21 at 33", iniciou a década de 1980, onde Elton manteve-se em evidência, e praticamente, lançou um álbum inédito por ano. Em 30 de maio de 1983, foi lançado "Too Low for Zero", que incluía os sucessos "I'm Still Standing" e "I Guess That's Why They Call It the Blues". Em 18 de junho de 1984, lançou o álbum "Breaking Hearts", que trazia a sucesso "Sad Songs (Say So Much)".
Em 13 de julho de 1985, participou do Live Aid, realizado no Estádio de Wembley, ao lado de artistas como David Bowie, Madonna, Sting, Phil Collins, entre outros. Ele tocou "Bennie and the Jets", "Rocket Man"; e "Don't Go Breaking My Heart" com Kiki Dee; Depois convidou George Michael, ainda da dupla Wham!, para cantar "Don't Let the Sun Go Down on Me". No final do ano, John lançou o sucesso "Nikita", do álbum "Ice on Fire".
Em 1986, participou do single de caridade "That's What Friends Are For", uma colaboração com Dionne Warwick, Gladys Knight e Stevie Wonder, para arrecadar fundos para pesquisas sobre HIV/AIDS. O single alcançou o número um nos EUA.
Em janeiro de 1987, submeteu-se a uma intervenção cirúrgica na garganta, depois de ter sido diagnosticado com pequenos pólipos nas suas cordas vocais, que lhe causavam dores, levando ao cancelamento da turnê Tour De Force na Austrália no final de 1986. Segundo a revista Rolling Stone, o problema na sua garganta foi causado pelo uso descontrolado de cocaína e álcool. Depois dessa cirurgia, sua voz teria sofrido uma diminuição na altura (pitch).
Em 1988, ele lançou o single "I Don't Wanna Go On with You Like That", do álbum "Reg Strikes Back", alcançando o segundo lugar na Hot 100.

### 1990–1999
Em 1990, John alcançou seu primeiro single solo número um no Reino Unido, com "Sacrifice", e permaneceu no primeiro lugar por cinco semanas.
Em 22 de junho de 1992, John lança seu vigésimo terceiro álbum "The One". Segundo Elton, foi seu primeiro álbum gravado inteiramente sóbrio. Ele também lançou "Runaway Train", um dueto que gravou com seu amigo de longa data Eric Clapton, que também foi usado na trilha sonora do filme Máquina Mortífera 3. Ainda em 1992, Elton cantou com a banda Queen a música "The Show Must Go On" no Freddie Mercury Tribute Concert. Neste mesmo concerto, também cantou, em homenagem a Freddie Mercury, a música "Bohemian Rhapsody", junto com Axl Rose e os outros integrantes do Queen. Em setembro, cantou "The One" no MTV Video Music Awards de 1992, e encerrou a cerimônia cantando "November Rain" com a banda Guns N' Roses. Em 23 de novembro de 1993, ele lançou o álbum "Duets", que contou com colaborações de 15 artistas.
Em 1994, Elton trabalhou na trilha sonora do filme da Disney O Rei Leão, em parceria com Tim Rice, e ganhou o Oscar de "Melhor Canção Original" por "Can You Feel the Love Tonight". Naquele ano, três dos cinco indicados ao Oscar de Melhor Canção eram da trilha sonora de O Rei Leão. Tanto a vencedora, quanto "Circle of Life" se tornaram grandes sucessos. "Can You Feel the Love Tonight", também rendeu a Elton o Grammy de "Melhor Performance Vocal Pop Masculina".  Em 1995, Elton lança o álbum "Made in England", que contou com o single "Believe".
Em 1997, a adaptação feita por John da canção, "Candle in the Wind", em homenagem à sua amiga falecida Princesa Diana, ficou 14 semanas em primeiro lugar na Billboard Hot 100, e vendeu mais de 33 milhões de cópias em todo o mundo, sendo o primeiro single certificado como Diamante nos EUA, onde vendeu mais de 11 milhões de cópias. Esse se tornou o single mais vendido da história. A música foi apresentada ao vivo uma única vez no funeral de Diana na Abadia de Westminster. Elton repetiu a parceria com Rice, e compôs as canções do musical O Rei Leão, que estreou na Broadway em 1997. Ele também fez uma aparição no filme das Spice Girls, Spice World, lançado em dezembro de 1997.
Em 1998, Elton ganhou o Grammy de "Melhor Performance Vocal Pop Masculina" por "Candle in the Wind". Em 1999, John compôs músicas para a produção musical da Disney, Aida, um enorme sucesso da Broadway, que lhe rendendo um Tony Award de "Melhor Trilha Sonora Original", e o Grammy por "Melhor Álbum de Show Musical".

### 2000–2009
A essa altura, John não gostava de aparecer em seus próprios videoclipes; o clipe de "This Train Don't Stop There Anymore" apresentava Justin Timberlake interpretando um jovem John, e o clipe de "I Want Love" apresentava o ator Robert Downey Jr. No Grammy Awards de 2001, John cantou "Stan" com o rapper Eminem.  Um mês após os ataques de 11 de setembro, John participou do "Concert for New York City", cantando "I Want Love" e "Your Song" em dueto com Billy Joel. Ainda em 2001, trabalhou na trilha sonora do filme O Caminho para El Dorado. Em agosto de 2003, o quinto single número um de John no Reino Unido, "Are You Ready for Love?", liderou as paradas. Em outubro de 2003, John anunciou que havia assinado um acordo de residência, para realizar 75 shows durante três anos, no Caesars Palace, em Las Vegas. O show se chamou, "The Red Piano", e efetivamente, ele e a cantora Céline Dion compartilharam o palco.
Em 2005, John compôs as músicas de Billy Elliot - The Musical, com o dramaturgo Lee Hal. O musical se tornou um dos mais bem sucedidos de todos os tempos, sendo apresentado em diversos países até 2016, e arrecadando mais de US$ 800 milhões em todo o mundo. Ganhou mais de 80 prêmios de teatro internacionalmente, incluindo, um o prêmio Tony de "Melhor Musical". Ainda em 2005, John participou do single póstumo do rapper Tupac Shakur , "Ghetto Gospel", que liderou as paradas do Reino Unido.
Em outubro de 2006, a Walt Disney Company nomeou John como uma lenda da Disney, por suas contribuições as produções da casa.
Também trabalhou em "Lestat", baseado em The Vampire Chronicles, sendo o único projeto teatral de John com a participação de Taupin.
Em março de 2007, comemorou seu aniversário de sessenta anos, realizando seu sexagésimo show no Madison Square Garden, em Nova York. O discurso de abertura do espetáculo foi feito pelo ex-presidente dos Estados Unidos, Bill Clinton. O show foi transmitido ao vivo na tv, e um DVD intitulado "Elton 60 – Live at Madison Square Garden", foi lançado. Em 1º de julho de 2007, John participou do "Concerto para Diana" no Estádio de Wembley, em homenagem a Princesa de Gales, no que seria seu 46º aniversário, com os lucros do concerto indo para as instituições de caridade de Diana.
No ano seguinte, foi escolhido pela Billboard como o cantor solo de maior sucesso da história. Em 2009, aceitou o convite de Jerry Cantrell para se juntar à sua banda Alice in Chains e prestar homenagem ao falecido vocalista Layne Staley, tocando piano em "Black Gives Way to Blue", a faixa-título do primeiro álbum da banda em 14 anos. John disse que há muito admirava Cantrell e não pôde resistir à oferta. Ainda em 2009, o recorde de "Candle in the Wind" como o single mais vendido da história, foi oficializado pelo Guinness World Records.

### 2010–2019
No Grammy Awards de 2010, John apresentou um dueto de piano com a cantora  Lady Gaga, que consistiu em duas músicas de Gaga, e encerrou com "Your Song".
Em janeiro de 2018, anunciou que iria retirar-se dos palcos, com uma última turnê, intitulada "Farewell Yellow Brick Road", realizando trezentos shows por todo o mundo até 2021. A turnê teve início em 8 de setembro de 2018 nos Estados Unidos, na cidade de Allentown, Pensilvânia.
Em maio de 2019, chega aos cinemas "Rocketman", filme biográfico sobre a vida de John desde sua infância até a década de 1980. O filme foi produzido pela Paramount Pictures, e dirigido por Dexter Fletcher, sendo estrelado por Taron Egerton, como John. Em junho de 2019, na apresentação da turnê pela França, recebeu do presidente daquele país, Emmanuel Macron, a mais alta condecoração francesa, a Legion of Honour [en], em uma cerimônia na residência oficial do presidente, em Paris. Em outubro, John lançou o que descreveu como sua "primeira e única autobiografia", intitulada "Me". O áudio do livro foi narrado por Egerton, com John lendo o prólogo e o epílogo.

### 2020–presente
Em 2020, Elton venceu seu segundo Oscar pela canção original com "I'm Gonna Love Me Again", composta por ele e Bernie Taupin, para a trilha de sua cinebiografia. Em 16 de fevereiro, durante uma apresentação no Mount Smart Stadium em Auckland, Nova Zelândia, perdeu a voz e teve que interromper o show. A causa foi uma pneumonia atípica, que havia sido diagnosticada mais cedo naquele dia. Três dias depois, o show voltou a ser realizado, depois da recuperação do artista. Em maio de 2020, participou do álbum Chromatica de Lady Gaga, em um dueto com a cantora na música Sine from Above [en]. Foi o primeiro trabalho juntos, depois de uma década de amizade.
Em 22 de outubro de 2021, John lançou seu novo álbum de colaboração "The Lockdown Sessions", que ele gravou durante a quarentena da pandemia de COVID-19.. Alguns dos artistas com quem colaborou no álbum incluem, Britney Spears, Miley Cyrus, Dua Lipa, Lil Nas X, Stevie Wonder, entre outros. "Cold Heart (Pnau remix)", uma colaboração com Dua Lipa, foi lançada em 13 de agosto de 2021, como o primeiro single do álbum. "Cold Heart" chegou a posição número um no Reino Unido, e com isso, ele se tornou o primeiro artista solo a ter singles no top 10 no Reino Unido em 6 décadas diferentes. Também conseguiu o número 1 na Austrália, fazendo de John o artista mais velho a atingir o topo da ARIA Singles Chart.
Em janeiro de 2022, John continuou sua turnê de despedida, pausada desde o início da pandemia, com seu primeiro show de volta acontecendo em Nova Orleans, Louisiana. John teve que adiar temporariamente dois shows em Dallas, Texas, após testar positivo para COVID-19 e apresentar sintomas leves, mas retomou a turnê após se recuperar totalmente.
Em 25 de junho de 2023, John foi a atração principal do Festival de Glastonbury, no Pyramid Stage. John fechou o festival com uma apresentação de duas horas. O evento exibido pela BBC, atraiu o maior número de audiência do festival, com um pico de 7,6 milhões, e uma média de 7,3 milhões. Em 8 de julho, John realizou o último show da turnê em Estocolmo, Suécia, na Tele2 Arena. Embora aposentado das grandes turnês, John afirmou que continuará a "fazer shows pontuais".

## Vida Pessoal

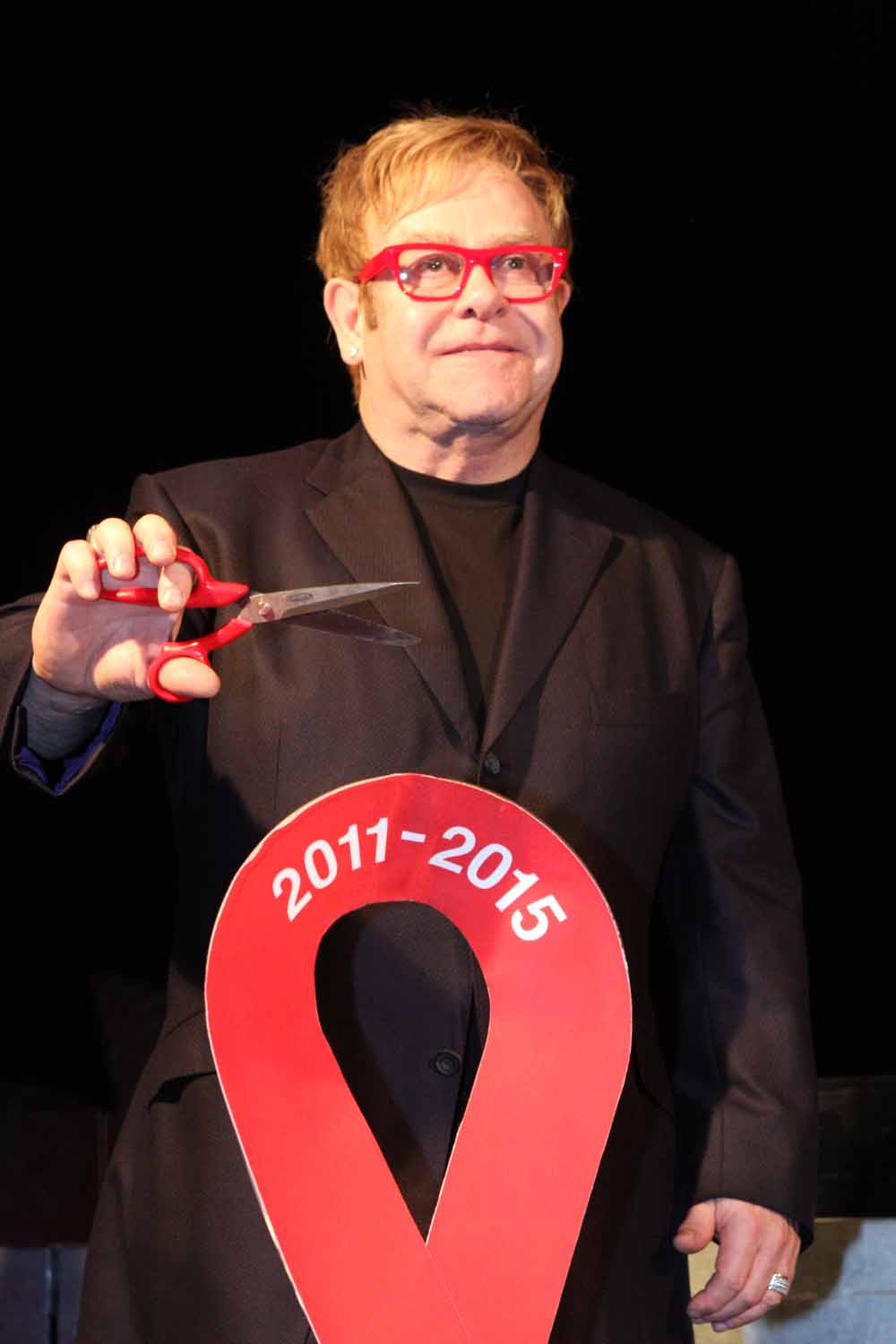
Elton John no World AIDS Day — dezembro de 2011 em Sydney

Elton lutou contra o vicio de drogas e álcool durante anos. Em 1974, usou cocaína pela primeira vez, quando estava gravando o álbum Caribou. Ao entrar em uma sala atrás do estúdio, viu seu empresário e mais algumas pessoas utilizando a droga. Segundo declarou em uma entrevista concedida ao The Telegraph em outubro de 2010, ele perguntou “What on earth is that?” (que significa "Que diabos é isso?"). Eles responderam, e Elton pediu para experimentar também. Desde então, o uso de drogas o fez passar por inúmeras tribulações, como relacionamentos interrompidos e tentativas de suicídio. Houve momentos em que se convenceu que estava prestes a morrer, com graves convulsões, mas sua paixão pela música o fazia superar tudo, segundo relatou também na entrevista ao Telegraph.
Declarou sua bissexualidade em 1976.  Ele se casou com sua amiga íntima e engenheira de som, Renate Blauel, no Dia dos Namorados de 1984; o casamento durou três anos.
Em 2005, Elton uniu-se em contrato civil com David Furnish, com quem já convivia desde meados da década de 1990. Em dezembro de 2014, oficializaram a união, convertida para casamento, em uma cerimônia realizada em sua propriedade na cidade de Windsor. Também estavam presentes os dois filhos do casal, Zachary e Elijah, nascidos através de gestação em "barriga de aluguel", Zachary nasceu em 2010, e Elijah em 2013.
Foi dono do time Watford Football Club de 1976 a 1987, e de 1997 a 2002. Se tornou presidente honorário vitalício do clube, e em 2014, uma das arquibancadas do estádio do clube, com capacidade para 3 400 espectadores, recebeu oficialmente o nome "The Sir Elton John".

## Duetos
Elton John é um dos artistas que mais fizeram duetos na história da música. Entre seus duetos estão:
- Elton John & Christina Aguilera Bennie and The Jets (Ao vivo no Fashion Rocks)
- Elton John & Tina Turner — The Bitch Is Back (somente ao vivo, em 1995 e 1999)
- Elton John & John Lennon — Whatever Gets You Thru The Night e I Saw Her Standing There (esta última somente ao vivo no Madison Square Garden — 1974)
- Elton John & Ray Charles — Sorry Seems To Be The Hardest Word
- Elton John & Joss Stone — Calling It Christmas (Elton John's Christmas Party — 2005)
- Elton John, Axl Rose & Queen — Bohemian Rhapsody (somente ao vivo no tributo a Freddie Mercury)
- Elton John & Queen — The Show Must Go On (somente ao vivo no tributo a Freddie Mercury)
- Elton John, Stevie Wonder, Dionne Warwick & Gladys Knight — That's What Friends Are For
- Elton John & France Gall — Les Aveux e Donner Pour Donner
- Elton John & Spice Girls — Don't Go Breaking My Heart (somente ao vivo)
- Elton John & Cliff Richard — Slow Rivers (Leather Jackets — 1986)
- Elton John & Eric Clapton — Runaway Train (The One — 1992)
- Elton John, George Harrison, Eric Clapton, Ringo Starr & Phil Collins — While My Guitar Glenty Weeps (somente ao vivo)
- Elton John, Paul McCartney, Eric Clapton & Sting — Hey Jude (somente ao vivo)
- Elton John & Eminem — Stan (somente ao vivo)
- Elton John & Pet Shop Boys — Believe/Song For Guy (somente ao vivo)
- Elton John & Rihanna — The Bicth Is Back (Ao Vivo no Fashion Rocks em 2006)
- Elton John, Eric Clapton & Mark Knopfler — Sunshine Of Your Love e Sacrifice (somente ao vivo)
- Elton John & Guns N' Roses — November Rain (somente ao vivo no VMA de 1992)
- Elton John & Ronan Keating — Your Song (somente ao vivo)
- Elton John & Billy Joel — Goodbye Yellow Brick Road (somente ao vivo) (One Night Only — 2000)
- Elton John & Anastacia — Saturday Night's Alright For Fighting (somente ao vivo) (One Night Only — 2000)
- Elton John & Mary J. Blige — I Guess That's Why They Call It The Blues (somente ao vivo) (One Night Only — 2000)
- Elton John & Bryan Adams — Saturday Night's Alright For Fighting (somente ao vivo) e Sad Songs Say So Much (somente ao vivo) (One Night Only — 2000)
- Elton John & Ronan Keating — Your Song (somente ao vivo) (One Night Only — 2000)
- Elton John & Patti LaBelle — Your Song
- Elton John & Alessandro Safina — Your Song 2002
- Elton John & LeAnn Rimes — Written In The Stars (Elton John & Tim Rice's Aida — 1999)
- Elton John & Janet Jackson — I Know The Truth (Elton John & Tim Rice's Aida — 1999)
- Elton John, Heather Headley & Sherie Scott — A Step Too Far (Elton John & Tim Rice's Aida — 1999)
- Elton John & Lulu — The Messenger (Elton John & Tim Rice's Aida — 1999)
- Elton John & Blue — Sorry Seems To Be The Hardest Word
- Elton John & Shania Twain — You're Still The One e Something About The Way You Look Tonight
- Elton John & Dolly Parton — Turn The Lights Out When You Leave e Imagine (somente ao vivo)
- Elton John & Luciano Pavarotti — Live Like Horses
- Elton John & Backstreet Boys — The One, I Want It That Way e Friends Will Be Friends (somente ao vivo)
- Elton John & Cher — Bennie And The Jets (ao vivo no Cher Show)
- Elton John & Eminem — Stan (ao vivo no 43º Grammy)
- Elton John & Lady Gaga — Speechless/Your Song (ao vivo no 52º Grammy)
- Elton John & Bee Gees — Up the Revolution (The Bunbury Tails — 1992)
- Elton John & Kiki Dee — Don't Go Breaking My Heart, Loving You Is Sweeter Than Ever e True Love (esta última no Duets — 1993)
- Elton John & k. d. lang — Teardrops (Duets — 1993)
- Elton John & P.M. Dawn — When I Think About Love (Duets — 1993)
- Elton John & Little Richard — The Power (Duets — 1993)
- Elton John & Don Henley — Shakey Ground (Duets — 1993)
- Elton John & Chris Rea — If You Were Me (Duets — 1993)
- Elton John & Tammy Wynette — A Woman's needs (Duets — 1993)
- Elton John & Nik Kershaw — Old Friend (Duets — 1993)
- Elton John & Gladys Knight — Go On and On (Duets — 1993)
- Elton John & RuPaul — Don't Go Breaking My Heart (Duets — 1993)
- Elton John & Marcella Detroit — Ain't Nothing Like The Real Thing (Duets — 1993)
- Elton John & Paul Young — I'm Your Puppet (tendo feito sucesso no Brasil ao se tornar o hit da trilha sonora internacional da novela "A Viagem (1994)
- Elton John & Bonnie Raitt — Love Letters (Duets — 1993)
- Elton John & Leonard Cohen — Born to Lose (Duets — 1993)
- Elton John & George Michael — Don't Let The Sun Go Down On Me (somente ao vivo) (Duets — 1993)
- Elton John & Olivia Newton-John — "Candle in the Wind" (Hollywood Nights — 1980)
- Elton John & Tupac Shakur — Ghetto Gospel (Lançada no álbum postumo Loyal to the Game — 2004 de Tupac Shakur)
- Elton John & Lady Gaga — Speechless-Your Song (Ao vivo no Grammy de 2010)
- Elton John & Aretha Franklin — Through The Storm
- Elton John & Aretha Franklin — Border Song (somente ao vivo) (1993)
- Elton John & Moby — Why Does My Heart Feel So Bad (ao vivo) (2000)
- Elton John & Christina Aguilera — Fashion Rocks (ao vivo ) (2006)
- Elton John & Patrick Stump — Save Rock and Roll (última faixa do álbum de mesmo nome) (2013)
- Elton John & Gary Barlow — Face To Face
- Elton John & Miley Cyrus — Tiny Dancer (ao vivo) (2018)
- Elton John & Taron Egerton — Tiny Dancer (ao vivo) (2019)
- Elton John & Kylie Minogue — Sisters Are Doin’ It for Themselves (ao vivo no Stonewall – Equality Show[111] — 1995)
- Elton John & Lady Gaga — Sine from Above (Chromatica) (2020)

## Apresentações em países lusófonos

### Em Portugal
Elton John esteve pela primeira vez em Portugal em 1971 no Festival de Vilar de Mouros.
Atuou novamente em 16 de julho de 1992 no Estádio de Alvalade.
Em setembro de 2000, teve um concerto marcado no Casino Estoril que foi cancelado, depois que Elton abandonou o local sem dar explicação. Posteriormente queixou-se do fumo no salão preto e prata do casino.
Atuou novamente a 28 de junho de 2009 no Pavilhão Atlântico (atual Altice Arena).
Atuou novamente a 22 de maio de 2010 no Parque Bela Vista em Lisboa no "Rock in Rio".
Apresentou-se no dia 14 de julho de 2016 no Festival Marés Vivas.
Atuou dia 11 de dezembro de 2016 na MEO Arena, mesmo local em que havia tocado em 2009 quando chamava-se Pavilhão Atlântico.

### No Brasil
A primeira vez que Elton esteve no Brasil foi no ano de 1978, para passar o carnaval, junto com os amigos Rod Stewart e Peter Frampton. Não houve shows durante a sua estadia.
A segunda vez foi durante a turnê do álbum Made in England, em 1995, quando apresentou-se tanto em São Paulo (23 de novembro, no Estádio do Ibirapuera), quanto no Rio de Janeiro (25 de novembro, no Estádio da Gávea). 
Em janeiro de 2009, ele retornou ao Brasil, e passou pelas cidades de São Paulo (Arena Skol Anhembi), no dia 17 de janeiro, exibido ao vivo pela Rede Globo, e pelo canal por assinatura Multishow, e Rio de Janeiro (Praça da Apoteose), no dia 19 de janeiro. Quem fez a abertura dos shows foi o também cantor pop britânico James Blunt. No dia 15 de janeiro, houve um show particular para o patrocinador, Banco Cruzeiro do Sul, e seus convidados na Sala São Paulo, com lotação limitada a mil pessoas.
Tocou no dia 23 de setembro de 2011, no Rio de Janeiro na abertura do Rock in Rio.
Retornou em fevereiro de 2013, para shows em São Paulo (no Jockey Club de São Paulo, e foi transmitido pelo canal de assinatura Multishow), Porto Alegre (Estádio do Zequinha), Brasília (Centro de Convenções Internacional), Belo Horizonte (Estádio do Mineirão), e Recife (Chevrolet Hall).
Em fevereiro de 2014, se apresentou em Goiânia (Estádio Serra Dourada), Fortaleza (Arena Castelão), Rio de Janeiro (HSBC Arena), e Salvador (Arena Fonte Nova).
Em setembro de 2015, se apresentou novamente no Rock in Rio, na 3ª noite do festival.
Voltou ao país em março de 2017, para tocar nas cidades de Curitiba (Pedreira Paulo Leminski), Porto Alegre (Anfiteatro Beira Rio), São Paulo (Allianz Parque), e Rio de Janeiro (Praça da Apoteose).

## Discografia

### Álbuns de estúdio
- 1969 Empty Sky
- 1970 Elton John
- 1971 Tumbleweed Connection
- 1971 Madman Across the Water
- 1972 Honky Château
- 1973 Don't Shoot Me I'm Only the Piano Player
- 1973 Goodbye Yellow Brick Road
- 1974 Caribou
- 1975 Captain Fantastic and the Brown Dirt Cowboy
- 1975 Rock of the Westies
- 1976 Blue Moves
- 1978 A Single Man
- 1979 Victim of Love
- 1980 21 At 33
- 1981 The Fox
- 1982 Jump Up!
- 1983 Too Low for Zero
- 1984 Breaking Hearts
- 1985 Ice on Fire
- 1986 Leather Jackets
- 1988 Reg Strikes Back
- 1989 Sleeping With the Past
- 1992 The One
- 1993 Duets
- 1995 Made in England
- 1997 The Big Picture
- 2001 Songs from the West Coast
- 2004 Peachtree Road
- 2006 The Captain and the Kid
- 2010 The Union (Com Leon Russell)
- 2013 The Diving Board
- 2016 Wonderful Crazy Night
- 2021 Regimental Sgt. Zippo

### Álbuns ao vivo
- 1971 17/11/70 (lançado no Brasil, em 1977, sob o título "Honk Tonk Women")
- 1976 Here and There
- 1987 Live in Australia with the Melbourne Symphony Orchestra
- 2000 One Night Only
- 2007 Elton 60: Live at Madison Square Garden
- 2012 The Million Dollar Piano

### Compilações
- 1974 Elton John's Greatest Hits Volume I
- 1977 Elton John's Greatest Hits Volume II
- 1980 Lady Samantha
- 1980 Elton John's Milestones
- 1985 Your Songs
- 1987 Greatest Hits Vol. 3 (1979–1986)
- 1990 The Very Best of Elton John
- 1990 To Be Continued...
- 1992 Rare Masters
- 1992 Greatest Hits 1976–1986
- 1995 Love Songs
- 1997 In Loving Memory Of Diana
- 2002 The Greatest Hits 1970–2002
- 2005 Elton John's Christmas Party
- 2007 Rocket Man — The Definitive Hits
- 2012 Good Morning to the Night (Elton John Vs. PNAU)
- 2017 Elton John's Diamonds[122]

### Trilhas Sonoras
- 1970 Friends
- 1975 Tommy
- 1994 O Rei Leão
- 2000 O Caminho para El Dorado
- 2011 Gnomeu e Julieta

### Teatro Musical
- 1997 O Rei Leão
- 1998 Aida
- 2005 Billy Elliot
- 2006 Lestat: The Musical

### Tributos
- 1991 Two Rooms: Celebrating the Songs of Elton John & Bernie Taupin

### Outros
- 1979 The Thom Bell Sessions
- 1989 The Complete Thom Bell Sessions
- 1994 Reg Dwight Piano Goes Pop
- 2001 Prologue